# Tranvía de Bolonia
El tranvía de Bologna será un medio de transporte público urbano de la villa de Bolonia, capital de Emilia-Romaña, Italia.
El trabajo comenzará en 2022 para su puesta en servicio en 2026.

## Red histórica
El primer tranvía de Bolonia se puso en marcha a finales del siglo XIX.
El domingo 3 de noviembre de 1963, la última línea de tranvía (la de San Ruffillo) hizo el último trayecto. Durante la mañana, una ceremonia en Piazza Minghetti, en presencia del alcalde Giuseppe Dozza, recibió el último viaje en tranvía a San Ruffillo.

## Red moderna
La reintroducción de una red de tranvías en Bolonia fue prevista por el Plan de Movilidad Urbana (PUMS), adoptado el 27 de noviembre de 2018. Concretamente, el PUMS prevé la sustitución gradual de las principales líneas de autobuses urbanos y trolebuses por 4 líneas de tranvía:
- Línea roja: desde Borgo Panigale hasta el Centro Agroalimentario de Bolonia, pasando por la estación de Bolonia Borgo Panigale y la estación de Bolonia Central;
- Línea verde: desde la estación de Bolonia Corticella, pasando por la estación de Bolonia Central, hasta Due Madonne / via Larga;
- Línea amarilla: de la estación de Casteldebole a la estación de Rastignano;
- Línea azul: desde la estación de Casalecchio Garibaldi hasta la estación de San Lazzaro di Savena.

### Línea 1 (roja)
El 10 de diciembre de 2019, el Ayuntamiento de Bolonia obtuvo un préstamo del gobierno italiano de 509 millones de euros, para cubrir casi la totalidad de los costos de construcción de la línea roja y los costos de compra de la flota de tranvías asociada. La línea incluye 34 paradas, para una longitud total de 16,5 km, incluidos 14,5 km con una línea aérea de contacto; el tramo de 2 km en el centro de la ciudad (desde Porta San Felice hasta via Matteotti) estará sin electricidad, ya que el tranvía funcionará con baterías.
El 25 de noviembre de 2020 se publicó el proyecto final de la nueva línea en el boletín oficial de la región de Emilia-Romagna.
El 6 de agosto de 2021, el Ayuntamiento de Bolonia publicó la convocatoria europea de licitación para el diseño ejecutivo y construcción de la línea 1, por un importe de 334.846.475,44 €, con vencimiento el 1 de diciembre de 2021. Según declaraciones del municipio, el suministro de los 26 tranvías que conformarán la flota necesaria para dar servicio a la línea roja serán objeto de un procedimiento de licitación posterior e independiente.

### Línea 2 (verde)
El 30 de diciembre de 2020, el estudio de viabilidad técnica y económica para la construcción de la segunda línea de tranvía, la línea verde, se presentó públicamente al comité de movilidad del distrito de Navile, limitado al cruce entre el término norte (Corticella) y via dei Mille.
El 7 de enero de 2021, el Ayuntamiento de Castel Maggiore, mediante una resolución municipal, ordenó al Ayuntamiento de Bolonia presentar un estudio de prefactibilidad al Ministerio de Transporte para una mayor extensión de la línea verde hasta el centro de Castel Maggiore. La solicitud conjunta de financiación, por importe de 222.142.224,26 euros, fue remitida al Ministerio de Infraestructuras y Transportes el 14 de enero de 2021.